# 호조 츠카사
호조 츠카사 (北条 司, ほうじょう つかさ, 본명：호조 쓰카사 (北條 司), 1959년 (쇼와 34년) 3월 5일)는 일본의 만화가, 기업가로, 주식회사 코어 믹스 (코어 믹스)의 설립자이다.
대표작은 시티헌터가 있다.